# God of Thunder
God of Thunder —  песня американской хард-рок-группы Kiss. Отдельно успех получила ускоренная версия песни, вошедшая в альбом Alive II. Полюбилась многими фанатами за то, что в концертном исполнении Джин Симмонс (бас-гитара) исполнял своё фирменное соло, включающее в себя «взлёт» под крышу сцены и «плевание кровью».

## Участники записи
- Джин Симмонс — основной вокал, бас-гитара
- Эйс Фрейли — основная гитара
- Пол Стэнли — ритм-гитара
- Питер Крисс — ударные
- Боб Эзрин — клавишные, звуковые эффекты
- Дэвид и Джош Эзрины — голоса

## История
Джин Симмонс и Пол Стэнли после совместной работы настолько привыкли к стилям песен друг друга, что заметили закономерность, согласно которой песни Пола были более счастливыми и жизнерадостными, а песни Джина более тёмными и мрачными. В связи с этим они часто шутили друг над другом, и как-то Пол Стэнли сказал : «Кто-угодно может сделать песню в стиле Джина Симмонса», и, чтобы доказать своё утверждение, он пришёл на следующий день с песней «God Of Thunder». Джин Симмонс поменял некоторые строки и спел её.

Когда я впервые слышал песню, я сразу увидел фантазию, в которой из жерла горных высот вылезало нечто большое и окрыленное и стояло там — что-то из мрачных теней. Но текст песни «God Of Thunder» Пола был полным промахом — почти все было про Афродиту и любовь.
Оригинальный текст (англ.)When I first heard the song, I immediately had visions of the scene in 'Fantasia' when the mountain top opens and this big winged thing is standing there - something from the dark shadows. But Paul's 'God Of Thunder' lyrics totally missed the point - they were almost about Aphrodite and love."
— Guitar World, 8/92
Чтобы придать более мрачной и пафосной атмосфере песни Джин Симмонс поменял следующие строки:
1. «We make love 'til we bleed» на «hear my word and take heed»
2. «I was raised by the women» на «I was raised by the demons»
3. «I live for pleasure and fun» на «Trained to reign as the one»
4. В припеве «We’ll take it slowly even more» поменяли на «Will slowly rob you of your virgin soul»
5. «Well I’m the master of leather» на «I’m the lord of the wastelands»
6. «Be you ancient or newborn (c’mon)» на «I gather darkness to please me»
7. «Come before me and kneel» на «And I command you to kneel before the»

## Запись
Пока Джин, Пол и Смолинг Джуниор записывали демо песни, Боб Эзрин припоминает, что было несложным уговорить Пола отдать эту песню Джину из-за предмета и баланса альбома в этом пункте. Пол вспоминает, что песня была определённым песней-посвящением для Джина от него, а позднее Боб Эзрин решил что это будет песня Джина. Сообственно группа соглашалась с продюсером, но Пол Стэнли всегда надеялся, что последнее слово Эзрина будет согласовано с ним.
На протяжении записей песни Питеру Криссу были также предложены несколько специальных эффектов. Когда группа была на Record Plant в Нью-Йорке Эзрин сказал Криссу : 

Я посажу тебя в лифтОригинальный текст (англ.)I'm going to put you in an elevator.— источник:http://www.kissfaq.com/focus2/destroyer.html
В то время было три или четыре часа утра и они были в задней части здания. Боб записывал ударные на микрофон с 14 этажа. Микрофоны были в шахте лифта и Питер играл на двух напольных томах и басовом барабане, которые ему поставили в лифте. Питер ехал сам и на пол пути двери лифта открылись, и зашли два мусорщика забрать мусор. Питер Крисс продолжал играть, но истерически смеялся от взглядов, которыми они на него смотрели. Позже он отмечал, что Эзрин был очень креативный.
Детские голоса в песне были сделаны тем же 360-градусным микрофоном, что и вступление в «Detroit Rock City». Боб приобрёл комплект уоки-токи, который включал в себя телефон, вмонтированный в космический шлем, звук которого понравился Эзрину, и подарил в качестве игрушек своим детям. Он попросил детей сотворить звуки монстров с их помощью. Таким образом Дэвид Эзрин и его брат Джош, которому было 3 года в то время поучаствовали в записях «Kiss».

## Издания
- Изначально на альбоме «Destroyer»
- Концертная версия в альбоме «Alive II»
- Концертная версия в альбоме «Gold»[англ.]
- Альтернативная концертная версия в шоу «Kiss Symphony: Alive IV»
- Переделанная версия в «Double Platinum»
- Наиболее покупаемая эксклюзивная дорожка на «Kiss Alive! 1975-2000»
- Первоначальная дэмо-версия, спетая Полом Стэнли в «The Box Set»[англ.]

## Участники
- Джин Симмонс — бас-гитара, ведущий вокал
- Пол Стэнли — ритм-гитара, вокал
- Эйс Фрейли — ведущая гитара
- Питер Крисс — ударные
- Дэвид и Джош Эзрин — голоса на «God of Thunder»

## Кавер-версии
- Death издали кавер в альбоме 1991 г. «Human».
- White Zombie выпустили одноимённый кавер на виниле в 1989.
- Шведская дэт-метал-группа Entombed включили кавер данной песни в альбом Sons of Satan Praise the Lord.
- Супергруппа, состоящая из Роба Зомби (вокал), Слэша (гитара), Эйса Фрэйли (гитара), Гилби Кларка (гитара), Томми Ли (ударные) и Скотта Йена (бас) исполнила песню на церемонии VH1 Rock Honors, посвященной Kiss.
- Iced Earth выпустили кавер-версию «God of Thunder» на своем трибьют-альбоме «Tribute to the Gods».
- Rev Run samples the guitar riff from «God of Thunder» in his song, «The Way», on the album «Distortion»
- Rigor Sardonicous выпустили кавер-версию песни на альбоме Risus ex Mortuus.